# Husajn Machluf
Husajn Machluf (ur. 1964 w Latakii) – syryjski polityk, od 2016 minister ds. administracji regionalnej.

## Życiorys
W 1987 uzyskał dyplom z inżynierii cywilnej na Uniwersytecie Tiszrin w Latakii. 2006-2011 był dyrektorem wydziału ds. zasobów wodnych, a w latach 2011–2016 gubernatorem Damaszku. Od 2016 roku pełni urząd ministra ds. administracji regionalnej.